# Adele Rautenstrauch
Anna Maria Adele Rautenstrauch, geb. Joest (* 23. Februar 1850 in Köln; † 30. Dezember 1903 in Neustrelitz) war eine deutsche Mäzenatin und Stifterin. Sie schenkte der Stadt Köln die ererbte ethnologische Sammlung ihres Bruders Wilhelm Joest, die noch heute den Grundstock des Rautenstrauch-Joest-Museums in Köln bildet.

## Leben
Adele Joest wurde am 23. Februar 1850 als Tochter von Maria Wilhelmina Eduarda Joest, geb. Leiden und dem Zuckerfabrikanten Eduard Joest in Köln geboren. Sie heiratete 1872 den Kaufmann Eugen Rautenstrauch (1842–1900), der das väterliche Importgeschäft von Tierhäuten weiterführte. Das Ehepaar Rautenstrauch sammelte antike und völkerkundliche Exponate. Adele Rautenstrauchs jüngerer Bruder Wilhelm unternahm zahlreiche Weltreisen und baute dadurch eine umfangreiche ethnologische Sammlung auf. Nach seinem Tod 1897 in Ureparapara erbte seine Schwester die außergewöhnliche Sammlung des Bruders, die sie nach Köln bringen ließ.
Gemeinsam mit ihrem Mann Eugen – der nach dem Bürgerlichen Gesetzbuch die Verfügungsgewalt über das Erbe seiner Frau besaß – schenkte sie die Sammlung ihres Bruders, die über 3400 Exponate umfasste, am 28. Juni 1899 der Stadt Köln, um sie der Öffentlichkeit und ganz besonders den Studenten der Handelshochschule zugänglich zu machen.

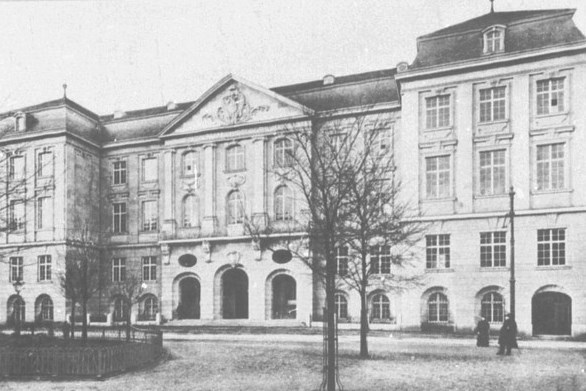
Rautenstrauch-Joest-Museum am Ubierring, um 1910

Nachdem Eugen Rautenstrauch am 18. Mai 1900 verstorben war, stiftete sie am 1. August 1900 zum Andenken an ihren Mann das Kapital zum Bau eines neuen Völkerkundemuseums in Höhe von 250.000 Reichsmark mit der Auflage, dass das neue Museum den Namen Rautenstrauch-Joest-Museum tragen sollte. Gleichzeitig schuf sie die finanziellen Voraussetzungen zur Einstellung eines renommierten Museumsdirektors. Sie stiftete für zehn Jahre das Gehalt für den ersten Museumsdirektor Willy Foy. Kurz vor ihrem überraschenden Tod im Dezember 1903 kündigte Adele Rautenstrauch an, das neue Museumsgebäude am Ubierring unter Verwendung des Baufonds auf ihre Kosten errichten zu lassen. Wenige Tage später verstarb sie in Neustrelitz.

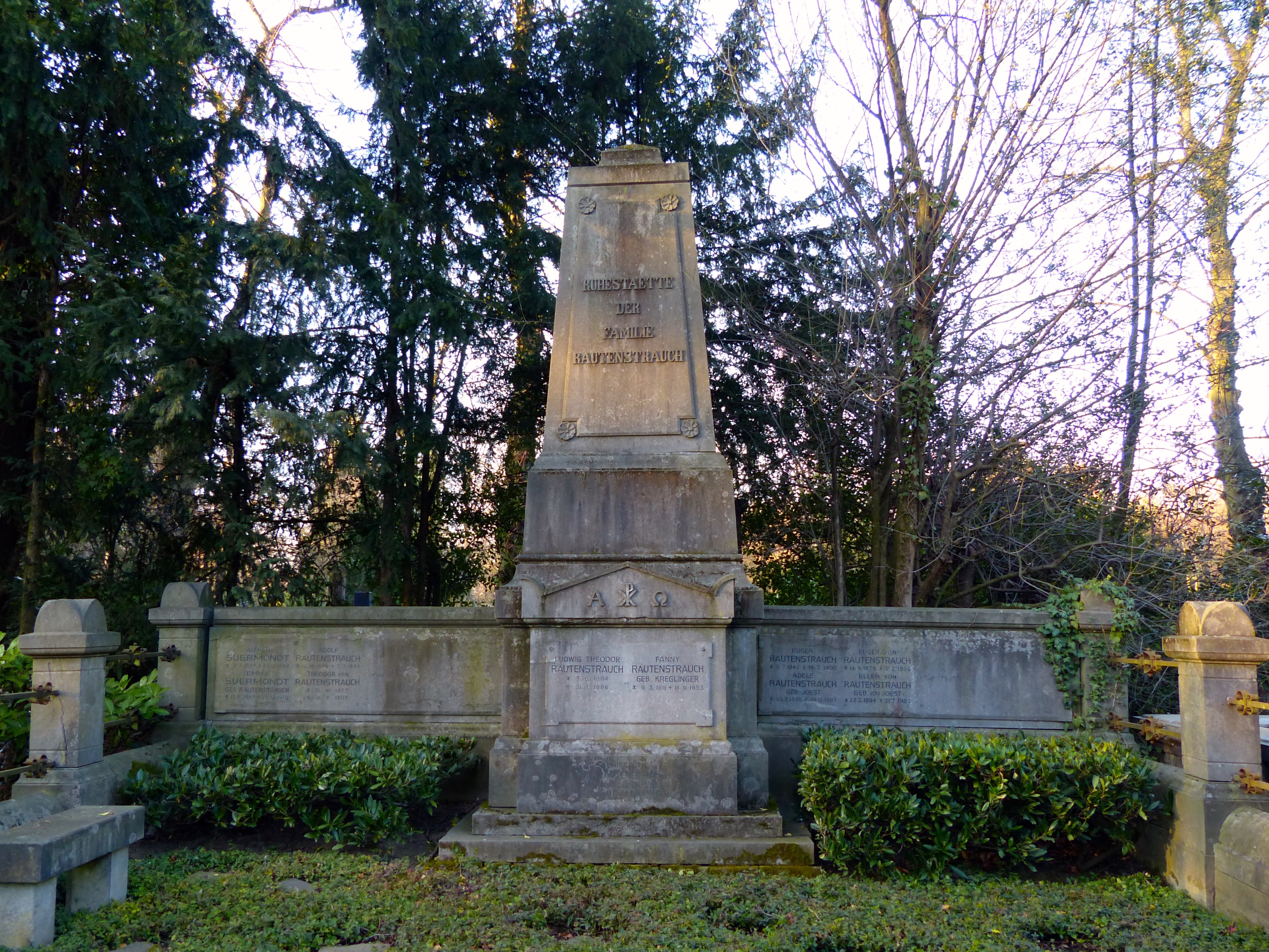
Grabmal der Familie Rautenstrauch auf dem Friedhof Melaten

Nach ihrem Tod in Mecklenburg wurde Adele Rautenstrauch nach Köln überführt und auf dem Friedhof Melaten auf der sogenannten Millionenallee (zwischen HWG und Lit. P) begraben.
Das Ehepaar hatte drei Kinder, Theodor Damian (1873–1907) Bauherr von Schloss Birlinghoven, Marie Emma Adele Wilhelmine, spätere Gräfin von Bernstorff (1876–1945) und der 1908 nobilitierte Eugen Adolf Wilhelm von Rautenstrauch (1879–1956), Teilhaber des Bankhauses Delbrück von der Heydt & Co., sowie Gutsbesitzer und Fideikommissherr als Erbe seines Bruders im nordbrandenburgischen Darsikow auf 1580 ha Land.
Die Kinder ließen den Museumsbau auf Kosten der Familie ausführen. Am 12. November 1906 wurde das von Adele Rautenstrauch initiierte Museumsgebäude am Ubierring im Beisein ihres Sohnes Eugen und ihres Schwiegersohnes Georg Ernst von Bernstorff eröffnet.